# Piqûre d'abeille
 Mise en garde médicale
Une piqûre d'abeille est une blessure causée par le dard d'une abeille femelle. Les symptômes incluent une douleur aiguë suivie d'une rougeur, d'un gonflement et d'une démangeaison,. Le lendemain, une ampoule peut se former et la zone de rougeur peut s'étendre sur trois jours,. Cette évolution est généralement accompagnée d'améliorations qui surviennent au bout des quelques heures ou des quelques jours. Dans plus de 90 % des cas, il n’y a qu’une réaction locale ; dans 9 % des cas, des symptômes diffus apparaissent. Les complications peuvent inclure l'anaphylaxie. Les infections bactériennes secondaires sont très rares.
Les abeilles mellifères ne piquent généralement que lorsqu'elles sont menacées, tandis que l'abeille africanisée peut piquer sans provocation. En général, une abeille ne peut piquer qu’une seule fois. C'est un type de piqûre d'hyménoptère, comme les guêpes, les frelons ou les fourmis de feu. Le diagnostic se base sur l’évènement historique.
La prévention comprend l'utilisation de DEET. Le traitement consiste généralement à retirer le dard, à administrer de simples analgésiques, à appliquer du froid et à prendre des antihistaminiques. Le moyen le plus efficace pour enlever le dard est de le gratter avec une carte de crédit. Les personnes souffrant des réactions  sévères peuvent être traitées avec de l'épinéphrine ou des corticostéroïdes. L’immunothérapie au venin peut être utilisée chez les personnes présentant un passé de réactions graves au venin.
Les piqûres d'abeilles sont assez courantes. Elles touchent principalement les enfants. Environ 100 décès surviennent chaque année aux États-Unis en raison de piqûres d’abeilles, de guêpes et de frelons. Pratiquement 80 % de ces cas concernent des hommes. Les piqûres d'abeilles ont été utilisées par Hippocrate vers 400 avant notre ère pour leurs bienfaits revendiqués thérapeutiques.